# Jean-Jacques Servan-Schreiber
Jean-Jacques Servan-Schreiber, född 13 februari 1924 i Fécamp, död 7 november 2006, var en fransk journalist, publicist och politiker. Han deltog i grundandet av tidningen L'Express. Hans mest kända bok är Den amerikanska utmaningen. Servan-Schreiber omnämns ofta med initialerna JJSS.

## Biografi
Servan-Schreiber började som journalist vid Le Monde 1947. Han grundade 1953 tillsammans med Françoise Giroud nyhetsveckomagasinet L'Express, först som en politisk bilaga till tidningen Les Échos, senare som självständigt magasin. Förebilden var den amerikanska Time Magazine. Servan-Schreiber var tidningens chef 1969–1975.
1957 gjorde JJSS militärtjänst i Algeriet och gav ut den mot den franska politiken kritiska Lieutenant en Algérie (1957).
1969 blev han politiskt aktiv inom det radikalsocialistiska partiet RRRS (Républicains Radicaux et Radicaux-Socialistes), var dess ordförande från 1971, blev parlamentsledamot och för ett par veckors tid även minister. Han lämnade RRRS och politiken 1979. L'Express hade han sålt 1977.